# 능격-절대격 정렬
능격-절대격 언어(ergative-absolutive language, 能格-絶對格 言語) 또는 능격언어(能格言語, ergative language)는 문법적으로 타동사의 목적어와 자동사의 주어는 같게, 타동사의 주어는 다르게 구분되는 언어를 말한다. 이 언어에서 타동사의 주어(A)에 부여되는 격을 능격(能格), 자동사의 주어-타동사의 목적어(S-O)에 부여되는 격을 절대격(絶對格)이라고 한다. 이러한 격 편성, 즉 능격이 나타나는 격 편성이 존재하는 언어는 '능격성을 가진다'고 하는데, 능격성이 나타나는 유형은 크게 형태론적 능격성, 통사론적 능격성으로 나뉜다.
이러한 언어의 예로 대표적인 것은 바스크어, 우라르투어, 후르리어, 수메르어, 티베트어 등이며, 힌디어, 파슈토어, 조지아어 등에서는 제한적인 능격성이 나타난다.

## 격 표지의 분류
이 언어는 한국어, 튀르키예어, 독일어와 같은 주격-대격(nominative-accusative) 언어에서 자동사와 타동사의 주어를 문법적으로 동등하게, 타동사의 목적어를 다르게 구분하는 것과 다른 문법적 체계를 가진다. 또 S, A, O를 각각 모두 다르게 취급하는 3분법 언어(tripartite language)와도 다른 체계를 갖는다. 이 외의 중간적인 격 표지 체계로 동작성-정태성 체계(active-stative system), 직접-역류 체계(direct-inverse system), 분열 능격 체계(split ergative system) 등이 있다. 형태론적 격을 거의 표지하지 않고 어순이나 전치사에 의해서만 격을 표지하는 영어나 인도네시아어와 같은 언어는 중립 체계로 따로 분류하기도 하며, 극히 드문 언어 유형으로 A, O에 같은 격을 부여하는 AO/S 체계도 존재한다.

## 예시

S:자동사의 주어 = O:타동사의 목적어 / A:타동사의 주어

능격-절대격 정렬을 가지는 바스크어에서 자동사의 주어와 타동사의 목적어는 모두 절대격으로서 아무런 접사가 붙지 않고, 타동사의 주어는 능격 접사가 붙어 표현된다.
또한 힌디어 등 일부 언어에서는 주격-대격 대립과 능격-절대격 대립이 함께 존재하기도 하는데, 예를 들어 일부 곡용에 한하여 능격성이 나타나는 방식이다.

## 같이 보기
- 능격동사
- 동작성-정태성 체계
- 비능격동사
- 3분법 언어
- 주격-대격 언어
- 직접-역류 체계

## 참고 문헌
- Palmer F. R., 이영민 역, 《문법역과 문법관계》, 도서출판 역락, 2000.
- 윤병달, 《언어와 의미》, 도서출판 동인, 2009.